# 李浩寨乡
李浩寨乡，是中华人民共和国云南省红河哈尼族彝族自治州建水县下辖的一个乡镇级行政单位。
2005年，撤销利民乡、李浩寨乡，并入曲江镇；李浩寨乡在民政部门的行政区划资料中已不再登记，但实际上至今未撤销。

## 行政区划
李浩寨乡下辖以下地区：
李浩寨村、小旷野村、温塘村、野马村、勒白村、里长营村和冷水沟村。